# Bihari rajtaütés
A bihari rajtaütés a Rákóczi-szabadságharc egyik csatája, mely 1704. január 8-án zajlott. Nagyvárad felmentése után a bihari földvárban táborozó kurucokat váratlanul megtámadta a Georg Wilhelm Löffelholz ezredes által vezetett császári sereg. A kurucok két és fél órás harcban súlyos vereséget szenvedtek.

## Előzmények
A Rákóczi-szabadságharc tiszántúli hadjáratának sikerei ellenére néhány vár 1704 elején még császári kézen volt. Ilyen volt Becker ezredes által irányított Nagyvárad is, melynek birtoklásáért már hónapok óta zajlottak a harcok. A kurucok többször is elfoglalták a város egy részét, ám a jól megerősített és felszerelt várral nem bírtak. A védők helyzete azonban 1704 januárjára mégis romlott, ugyanis fogyó élelmiszerkészleteik pótlását a kuruc ostromzár és a környéken portyázó kuruc csapatok miatt nem tudták megoldani. A vár romló helyzetét Savoyai Jenő is felismerte, aki a Nagyváradhoz legközelebb lévő császári őrséggel ellátott vár, Arad parancsnokát, báró Löffelholz ezredest 1703. december 20-ai levelében annak felmentésére utasította. Löffelholz magához vette a Tököli-Popovics János vajda által vezetett az aradi szerb lovasságot és a szegedi várőrségből De la Roche alezredes egységeit. Velük kiegészülve a sereg január 7-én Borosjenőn keresztül Nagyváradhoz érkezett. A kuruc ostromzár ellenére a császári felmentő sereg dél felől bejutott a várba és őrségét ellátta utánpótlással. Itt csatlakozott hozzájuk a várparancsnok, Becker ezredes, akikkel a közeli bihari földvárban táborozó kurucok ellen indultak.

## A csata

### A szemben álló felek
A bihari földvárban Jármay Ferenc kapitány vezetésével 10 gyalogos és 5 lovas század, vagyis körülbelül 2000 fő tartózkodott. Az Aradot és Szegedet elhagyó császári csapatok létszáma nem ismert, csak az, hogy Nagyváradról 100 reguláris gyalogos és 400 huszár csatlakozott hozzájuk.

### A csata lefolyása
Jármay kémeinek köszönhetően értesült a császáriak közeledéséről és hozzálátott a vár sáncainak megerősítéséhez. A császári támadás január 8-án hajnali négy óra körül mégis meglepte a kurucokat. A tábort észrevétlenül körülvevő császáriak négy ágyújukból tüzet nyitottak a sáncokra, majd a közben már 100 lépésnyire megközelítő gránátosok pedig közelharcot kezdeményeztek. Félórányi harc után a gránátosok három helyen is betörtek a kuruc táborba, az innen kimenekülőket pedig a szerb lovasok vették üldözőbe. Az utolsó kitartó kurucok a megerősített templomba húzódtak vissza, ám De la Roche gránátosai az ő ellenállásukat is megtörték.

### Veszteségek
A kurucok vesztesége jelentős volt: a halottak számát 800 főre becsülhetjük, további 147 fő esett császári fogságba. Az elesettek között volt Jármay Ferenc, valamint Torday és Mosich kapitányok. Bécsi jelentés szerint a császáriak vesztesége 16 halott és 46 sebesült volt.

## Következmények
Löffelholz a csata után a befagyott Berettyón átkeltve gyalogságát Biharfélegyházán megpihentette, lovasságával pedig a Diószeg környéki másik kuruc tábor ellen vonult. A bihari vereségről hallva közeledtére a kurucok szekereiket hátrahagyva elmenekültek, a szerb lovasok azonban üldözni kezdték őket és közel négyszáz főt megöltek közülük. A császáriak megszerezték a táborban lévő 1000 megrakott szekeret is. A győztes császári sereg Diószeg és Biharfélegyháza felgyújtása után zsákmányával Nagyváradra vonult. Löffentholz itt hátrahagyta az összes élelmiszert és egy századnyi katonát, majd január 11-én gazdag zsákmánnyal visszaindult Aradra. Január 14-én azonban a belényesi csatában újra összecsapott a kurucokkal.